# 한국생태학회
사단법인 한국생태학회(The Ecological Society of Korea, ESK)는 생태학을 발전시키고 이를 보급하여 과학과 기술의 진흥과 국가발전 및 인류 문화향상에 이바지함을 목적으로 1976년 5월 29일에 설립된 학술단체이다. 사무실은 서울특별시 은평구 진흥로 215 한국환경산업기술원 B동 104호에 있다. 학술발표회와 강연회를 개최하고 학술지를 비롯한 관련 도서 등의 간행과 배포 등을 활동하고 있다.

## 주요 사업
- 학술발표회, 강연회 및 강습회 등
- 국내외의 학술자료의 조사, 수집 및 교환
- 학회지 및 도서 등의 간행과 배포
- 대국민 교육 및 홍보 활동
- 생태학 관련 용역 및 연구사업

## 역대 회장
- 김준민 (1976~1980)
- 이일구 (1981~1982)
- 임형빈 (1983~1984)
- 박봉규 (1985~1986)
- 오계칠 (1987~1988)
- 김준호 (1989~1990)
- 임양재 (1991~1992)
- 김철수 (1993~1994)
- 최현섭 (1995~1996)
- 장남기 (1997~1998)
- 이호준 (1999~2000)
- 길봉섭 (2001~2002)
- 임병선 (2003~2004)
- 박상옥 (2005)
- 남상호 (2006)
- 최재천 (2007~2008)
- 김은식 (2009~2010)
- 최기룡 (2011~2012)
- 조도순 (2013~2014)
- 이창석 (2015~2016)
- 김재근 (2017~2018)
- 이은주 (2019~2020)
- 이훈복 (2021~2022)
- 유영한 (2023~2024)
- 정철의 (2025~)

## 임원진

### 회장단
- 회장
- 부회장
- 총무이사
- 편집위원장
- 감사

### 위원회
- 뉴스레터위원장
- 대외협력위원장
- 동아시아생태학대회준비위원장
- 젊은생태학자상위원장
- 조직강화위원장
- 편집위원장
- 학술위원장

## 학술지
- 《Journal of Ecology and Environment》(J Ecol Environ) - 1977년에 창간하여 매년 발행하고 있다.